# Мельник Олександр Сергійович
Олександр Сергійович Мельник (нар. 10 лютого 2000, Вишневе) — український футболіст, захисник рівненського «Вереса».

## Клубна кар'єра
Вихованець столичного «Динамо», у дитячо-юнацькій академії якого виступав з 2008 року. Перші тренери — Юрій Петрович Єськін та Валерій Володимирович Шабельніков. У сезонах 2016/17 та 2017/18 років виступав за «Динамо U-19» (Київ) у юніорському чемпіонаті України (18 матчів, 2 голи). Також разом з динамівцями у сезонах 2016/17 (2 матчі) та 2017/18 років вигравав Юнацьку лігу УЄФА.
4 серпня 2018 року відправився в піврічну оренду до київського «Арсеналу», проте за першу команду «канонірів» не виступав. По завершенні оренди повернувся в «Динамо».
Наприкінці лютого 2019 року відправився в піврічну оренду до молодіжної команди «Олександрії», згодом оренда була продовжена. За першу команду «Олександрії» дебютував 25 вересня 2019 року в переможному (1:0) виїзному поєдинку 3-го кваліфікаційного раунду Кубку України проти вишгородського «Діназу». Олександр вийшов на поле в стартовому складі та відіграв увесь матч. В Прем'єр-лізі дебютував 16 липня 2020 року в переможному (3:1) домашньому поєдинку 31-о туру проти чернігівської «Десни». Мельник вийшов на поле в стартовому складі та відіграв увесь матч.
У лютому 2023 року підписав орендну угоду до кінця сезону із футбольним клубом «Минай». Після завершення оренди поставив підпис під офіційним контрактом із закарпатською командою. Утім у зимову паузу сезону 2023/24 несподівано покинув «Минай» і 17 січня долучився до лав рівненського «Вереса». Дебютував за рівнян в рамках УПЛ 1 травня 2024 року у виїзній грі проти київського «Динамо» (0:3).

## Кар'єра в збірній
Викликався до юнацької збірної України (U-16).
У складі юнацької збірної України (U-17) дебютував 23 вересня 2016 року у поєдинку кваліфікації юніорського чемпіонату Європи проти однолітків з Литви (1:1).

## Досягнення
«Динамо U-19» (Київ)
- Юнацька ліга УЄФА
  -  Чемпіон (2): 2016/17, 2017/18